# Bandiera arborense

L'albero sradicato tradizionale

Armoriale di Pietro III di Arborea

La bandiera arborense, o albero sradicato (o diradicato), è lo stemma della Provincia di Oristano e storicamente del Giudicato di Arborea e dell'Arcidiocesi di Oristano.
L'Albero sradicato arborense è stato spesso rappresentato dalla casa regnante dei De Serra Bas con i quattro pali catalani, simbolo del Regno di Sardegna per tutto il secolo XIV.
È usato da movimenti indipendentisti sardi come Indipendèntzia Repùbrica de Sardigna e Progetu Repùblica de Sardigna, che lo utilizzano come simbolo della nazione sarda in colorazione verde su sfondo bianco, come anche altri movimenti.
Il simbolo dell'albero diradicato, che riprende fedelmente il sigillo del Giudicato di Arborea, è stato il marchio della Banca di Sassari.

## Galleria d'immagini

Albero sradicato di Arborea
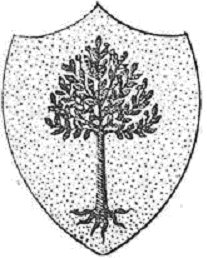
Esempio di albero sradicato
Altro esempio di albero sradicato
Esempio araldico di origine francese
Stemma della Provincia di Oristano.
Partito politico indipendentista sardo
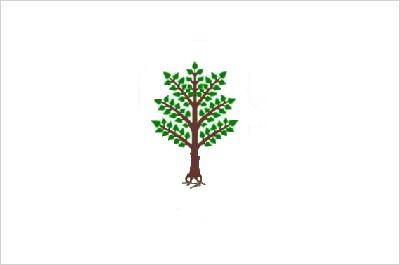
Esempio di bandiera Arborense